# 梨木駅
梨木駅（リモクえき、리목역）は、朝鮮民主主義人民共和国（北朝鮮）江原道洗浦郡に位置する朝鮮民主主義人民共和国鉄道省江原線の駅である。

## 歴史
- 1936年12月1日：開業[1]。